# Umowa o pracę
Umowa o pracę – jeden ze sposobów nawiązywania stosunku pracy. Czynność prawna polegająca na złożeniu zgodnych oświadczeń woli przez pracownika i pracodawcę, w których pracownik zobowiązuje się do osobistego świadczenia pracy na rzecz pracodawcy pod jego kierownictwem oraz w miejscu i czasie przez niego określonym, a pracodawca do zapłaty umówionego wynagrodzenia.

## Rodzaje umów o pracę
Umowy bezterminowe:
- na czas nieokreślony

Umowy terminowe:
- na okres próbny
- na czas określony
  - na czas wykonania określonej pracy (przed 22 lutego 2016)
  - na zastępstwo (przed 22 lutego 2016[1])

## Elementy umowy o pracę
- data zawarcia umowy
- określenie rodzaju umowy
- określenie stron umowy
- określenie rodzaju pracy
- określenie czasu pracy
- określenie wynagrodzenia
- określenie miejsca pracy

## Forma umowy o pracę
Co do zasady umowa o pracę powinna być zawierana w formie pisemnej. Dopuszczalne jest jednak zawarcie umowy w formie ustnej oraz jej późniejsze potwierdzenie przez pracodawcę na piśmie. W myśl przepisów kodeksu pracy brak pisemnego potwierdzenia umowy ustnej stanowi wykroczenie przeciwko prawom pracownika (jednak sama umowa zawarta w formie ustnej jest ważna).

## Tryb rozwiązywania umowy o pracę
- za porozumieniem stron
- za wypowiedzeniem
- bez wypowiedzenia (m.in. „dyscyplinarne”, działa w obie strony)
- z upływem terminu, na który została podpisana umowa
- w momencie wykonania przez pracownika określonego zadania (umowa na czas wykonania określonej pracy) – przed 22 lutego 2016

Oprócz tego stosunek pracy powstały na podstawie umowy może wygasnąć:
- w wyniku śmierci pracodawcy lub pracownika
- z upływem 3 miesięcy nieobecności pracownika w pracy, np. z powodu tymczasowego aresztowania, chyba że pracodawca rozwiązał wcześniej umowę o pracę bez wypowiedzenia z winy pracownika.

## Umowa o pracę a umowa zlecenia
W obrocie zdarzają się sytuacje, w których co prawda pracodawca z pracownikiem zawiera umowę, która nazwana jest umową zlecenia lub umową o dzieło, chociaż pracownik wykonuje swoje zadania, które wyczerpują przesłanki umowy o pracę. O tym, jaką umowę zawarto, przesądza charakter czynności wykonywanych w ramach umowy. Jak wskazał Sąd Najwyższy w postanowieniu z dnia 22 września 2020 r. w sprawie o sygn. akt II PK 116/19 „Jeżeli w stosunku prawnym łączącym strony (ocenianym nie tylko przez pryzmat postanowień umowy, ale przede wszystkim przez sposób jego wykonywania) przeważają cechy charakterystyczne dla stosunku pracy określone w art. 22 § 1 k.p. (wykonywanie za wynagrodzeniem pracy określonego rodzaju na rzecz pracodawcy i pod jego kierownictwem oraz w miejscu i czasie wyznaczonym przez pracodawcę), to mamy do czynienia z zatrudnieniem na podstawie stosunku pracy, bez względu na nazwę umowy zawartej przez strony.” Natomiast w postanowieniu z dnia 12 września 2019 r., wydanym w sprawie o sygn. akt II UK 210/19 Sąd Najwyższy stwierdził, że „do cech charakterystycznych stosunku pracy zalicza się: dobrowolność wykonywania pracy przez pracownika, osobisty charakter świadczenia tej pracy, ciągłość pracy, podporządkowanie pracownika pracodawcy, odpłatność pracy oraz ponoszenie przez pracodawcę wszelkiego ryzyka (osobowego, organizacyjnego i ekonomicznego) związanego z realizacją zobowiązania.”
Umowa nazwana „umową zlecenia” w istocie stanowi umowę o pracę, gdy zatrudniony świadczy pracę:
- osobiście,
- w określonym przez pracodawcę miejscu,
- w określonym przez pracodawcę czasie,
- za wynagrodzeniem,
- pod kierownictwem pracodawcy,
- w sposób ciągły,
- używając sprzętu będącego własnością pracodawcy[2].

Powyższe przesłanki co do zasady przesądzają, że strony umowy łączy stosunek pracy, a nie stosunek cywilnoprawny, co skutkuje stosowaniem norm prawa pracy jako właściwych dla danej umowy.